# The Purge (sèrie de televisió)
The Purge és una sèrie de televisió de terror i acció estatunidenca, basada en la franquícia homònima i creada per James DeMonaco. La primera temporada es va estrenar a USA Network el 4 de setembre de 2018 i és protagonitzada per Gabriel Chavarria, Hannah Emily Anderson, Jessica Garza, Lili Simmons, Amanda Warren, Colin Woodell i Lee Tergesen, mentre que Cindy Robinson va reprendre el seu paper com a veu del Sistema de Retransmissió d'Emergència de la Purga.
El novembre de 2018, USA Network va renovar la sèrie per a una segona temporada, que es va estrenar el 15 d'octubre de 2019. La segona entrega va comptar amb un nou repartiment protagonitzat per Derek Luke, Max Martini, Paola Núñez i Joel Allen, mentre que Robinson va repetir el seu paper, aquesta vegada apareixent com el personatge de Megan Lewis. En la línia de temps fictícia de la franquícia, la primera temporada té lloc el 2027 i la segona temporada entre el 2036 i el 2037, per la qual cosa la sèrie està ambientada entre els esdeveniments de les pel·lícules Anarchy i Election Year. El maig de 2020, el canal va cancel·lar la sèrie després de dues temporades.
El rodatge de la primera temporada havia començat el maig de 2018.
The Puge a ser nominada a la millor sèrie de televisió de thriller d'acció als Premis Saturn del 2019.